# Dichotomius spadiceus
Dichotomius spadiceus är en skalbaggsart som beskrevs av Luederwaldt 1928. Dichotomius spadiceus ingår i släktet Dichotomius och familjen bladhorningar. Inga underarter finns listade i Catalogue of Life.